# Mega (rete televisiva cilena)
Mega (stilizzata come MEGA, originariamente chiamata "Red Televisiva Megavisión") è un'emittente televisiva privata nazionale cilena con sede a Santiago. È attualmente in onda sul canale digitale 27 per HDTV. Nel 2012, la proprietà di Mega è stata acquistata dal Gruppo Bethia.

## Storia
Mega ha iniziato a trasmettere il 23 ottobre 1990. È stato originariamente chiamato Red Televisiva Megavision prima di cambiare il suo nome nel 2001. È la prima emittente privata in Cile.

## Principali programmi
- Yo Soy Lorenzo
- Verdades ocultas
- Meganoticias
- Morandé con Compañía
- Mucho gusto